# Dick Keith
Richard Matthewson „Dick“ Keith (* 15. Mai 1933 in Belfast; † 28. Februar 1967 in Bournemouth) war ein nordirischer Fußballspieler.

## Sportlicher Werdegang
Keith begann seine Karriere beim nordirischen Klub Linfield FC. Nachdem er in der Spielzeit 1955/56 als nordirischer Fußballspieler des Jahres ausgezeichnet worden war, wechselte er nach England zu Newcastle United. An der Seite von Alf McMichael, Jackie Milburn, Ronnie Simpson, Thommy Casey, George Heslop und Ivor Allchurch spielte er in den folgenden Jahren in der First Division, ehe die Mannschaft 1961 in die Zweitklassigkeit abstieg. Zunächst blieb er der Mannschaft in der Second Division treu, wechselte aber 1963 nach 208 Spielen für die Magpies zum Drittligisten AFC Bournemouth. Drei Spielzeiten später zog er zum FC Weymouth, der in der Southern Football League zweimal in Folge zwar Meister geworden war, aber nicht den Sprung aus dem Non-League football geschafft hatte.
Nachdem Keith bereits im Jugendbereich in Auswahlmannschaften gespielt hatte, lief er im Oktober 1957 im ersten Länderspiel der nordirischen B-Nationalmannschaft erstmals im Erwachsenenbereich im Nationaljersey auf. Mit einer guten Leistung spielte er sich ins Notizbuch von Nationaltrainer Peter Doherty, unter dessen Leitung er im November des Jahres beim 3:2-Erfolg über die englische Nationalmannschaft in einem Spiel anlässlich der British Home Championship in der nordirischen A-Nationalmannschaft debütierte. Dort verdrängte er Willie Cunningham von der rechten Außenverteidigerposition, der dafür auf den Mittelläuferposten rückte, und reiste als Stammspieler zur Weltmeisterschaft 1958. In allen Gruppenspielen inklusive des Entscheidungsspiels gegen die Tschechoslowakei eingesetzt, erreichte er mit der Mannschaft bei ihrer ersten Endrundenteilnahme die Runde der letzten Acht. Zwei Tage nach dem erst in der Verlängerung durch ein Tor von Peter McParland entschiedenen Entscheidungsspiel war die Auswahl von der Insel im Spiel gegen Frankreich um Just Fontaine, Raymond Kopa und Roger Piantoni chancenlos und verlor das Viertelfinalspiel mit 0:4. Bis 1962 lief er noch für die Nationalelf auf, für die er insgesamt 23 Länderspiele bestritt. Eine weitere Turnierteilnahme blieb ihm verwehrt.
Zu Beginn seiner Karriere in Nordirland hatte Keith parallel im Baubereich gearbeitet. Nach seinem Wechsel in den Non-league football wurde er wieder in diesem Bereich tätig. Bei einem Arbeitsunfall im Frühjahr 1967 wurde er von einem Stahlträger erschlagen.